# 岩手刈屋駅
岩手刈屋駅（いわてかりやえき）は、かつて岩手県宮古市刈屋にあった、東日本旅客鉄道（JR東日本）岩泉線の駅である。同線の廃線により2014年（平成26年）3月31日限りで廃止となった。

## 歴史
- 1942年（昭和17年）6月25日：開業[1]。
- 1962年（昭和37年）1月31日：貨物取扱廃止[2]。
- 1972年（昭和47年）2月6日：荷物扱い廃止[2]。無人化。
- 1987年（昭和62年）4月1日：国鉄分割民営化により、東日本旅客鉄道の駅となる[1]。
- 2010年（平成22年）
  - 7月31日：災害により、岩泉線が不通となる。
  - 8月2日：代行バスによる運行開始。
- 2014年（平成26年）4月1日：岩泉線の廃止に伴い廃駅[3][4]。

## 駅構造

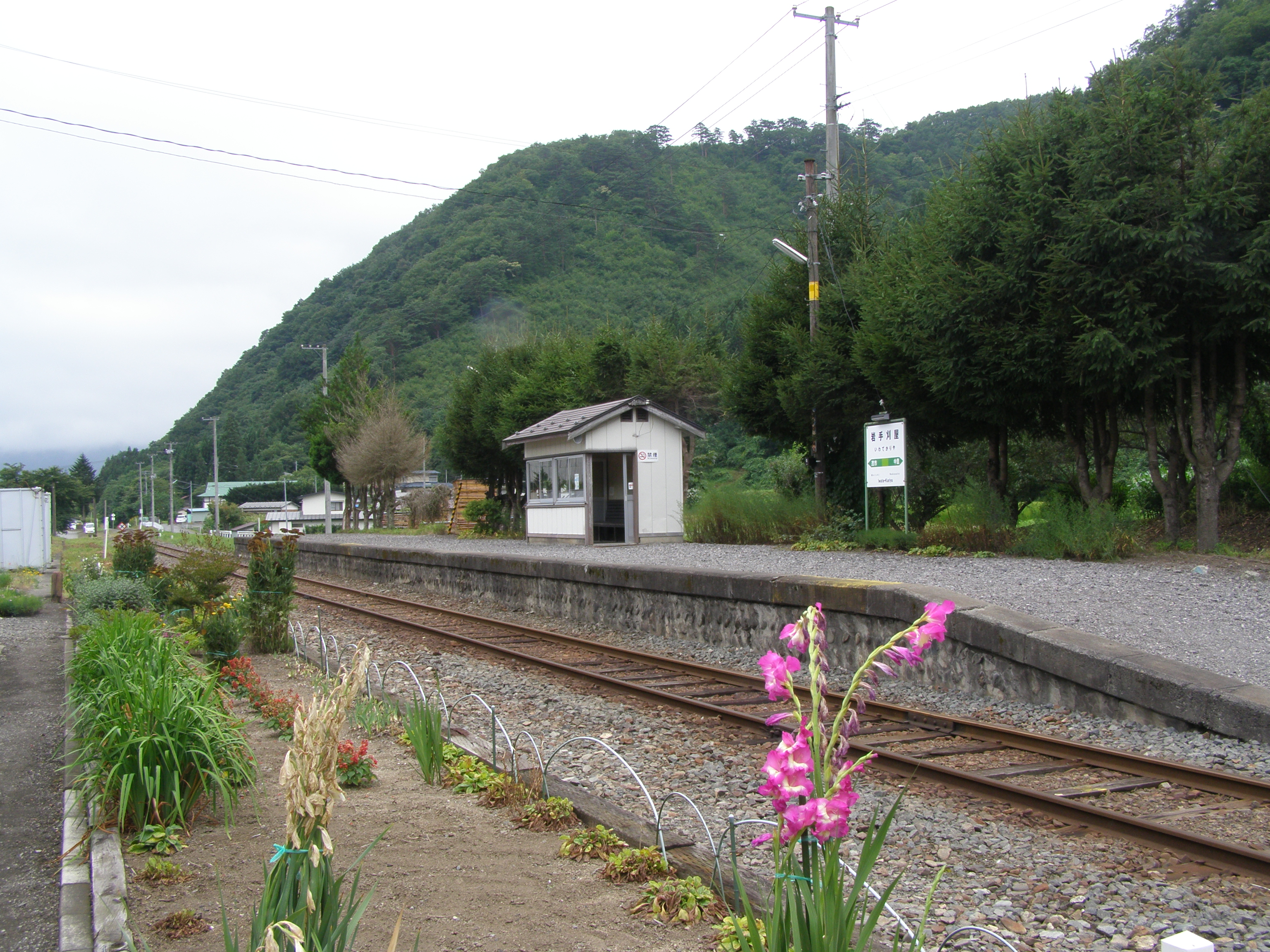
ホーム（2007年8月）

単式1面1線ホームの地上駅。無人駅で、茂市駅が管理していた。
かつて有人であったため駅舎がある。木材の積み出し駅として賑わった時期があった。無人化後、1990年代初めまで簡易委託化されていて、駅舎内で近距離の乗車券を発売していた。

## 駅周辺
製材所が多い。
- 国道340号
- 宮古市立刈屋小学校（現・宮古市立新里小学校）
- 宮古市立新里中学校
- 刈屋郵便局
- 刈屋川
- 東日本交通「刈屋」バス停（岩泉線廃止代替バス）
- 新里地域バス「旧刈屋駅前」バス停

## 隣の駅
東日本旅客鉄道（JR東日本）
■岩泉線
茂市駅 - 岩手刈屋駅 - 中里駅